# ВАК-терапія
ВАК–терапія(вакуумна терапія ран; терапія ран негативним тиском; англ. VAC-therapy(Vacuum-assіsted closure), NPWT(Negative pressure wound therapy)) —термін, який використовується для опису методу, який допомагає оптимізувати загоєння ран шляхом застосування тиску нижче атмосферного, щоб зменшити запальний ексудат і сприяти росту грануляційної тканини. Цей метод можна використовувати для лікування гострих і хронічних ран, починаючи від відкритих фасціотомій і діабетичних виразок стопи до закритих хірургічних розрізів.
Вак-терапія — сучасна методика лікування ран, що значно поліпшує перебіг усіх стадій раньового процесу: зменшує локальний набряк, сприяє посиленню місцевого кровообігу, знижує рівень мікробного обсіменіння, призводить до відносно швидкого зменшення ранової порожнини, скорочуючи термін загоєння.
Європейська асоціації щодо лікування ран (EWMA) у 2015 році створила міждисциплінарну робочу групу з метою підготовки інструкцій щодо терапії ран негативним тиском (NPWT), включаючи її використання в клінічній практиці, а також її наслідки для організації догляду, документації, комунікації, безпеки пацієнтів та перспектив пацієнта та економічні аспекти охорони здоров'я. Перша публікація настанов щодо лікування ран негативним тиском оприлюднена в 2017 році, з регулярними наступними оновленням рекомендацій.

## Історія
Хоче технологія ВАК-терапії здається відносно новою для сучасної медицини, її коріння сягає у найдавніші цивілізації. Використання людського рота передувало появі губки, плівки та трубок, які використовуються сьогодні.
Метод дії негативним тиском на рану використовувався з часів стародавньої Греції. Вже більше двох тисяч років тому лікування вакуумом застосовувалося в традиційній китайській медицині. Найпростішим пристроєм були скляні колби, з яких відкачували повітря.[джерело?]
У Римську епоху медичний персонал був прикріплений до різних армій по всій величезній імперії. Глибокі рани, отримані в битві, і можливі «отруйні рани» мучили тих, хто доглядав за пораненими. Особам, які, як вважалося, володіли спадковими здібностями до загоєння, було призначено прямо всмоктувати рану ротом. Це лікування виявилося настільки успішним, що вони вважалися незамінними для римської армії, і навіть Катон мав групу цих цілителів-сисунів у своїй африканській кампанії. Історик Светоній писав, що одному з цих цілителів було наказано висмоктати рану Клеопатри, щоб спробувати оживити її від укусу аспідової гадюки, однак результат був невдалим.
Поряд із прямим відсмоктуванням ротом для витягування рідини з відкритої рани використовувалися «склянки». Такі куполоподібні склянки накладали на місце рани і залишали принаймні на годину, щоб витягнути рідину. Щоб активувати всмоктування, нагрівали внутрішню частину скла і притискали його до тіла пацієнта, коли відбувалося охолодження, всмоктування посилювалося.
У 18 столітті цей підхід до загоєння ран «на словах» вважався огидним, але все ще був ефективним. Домінік Анель, французький хірург, зазначив, що люди, прикріплені до його полку, відомі як «ранососи», успішно очищали згустки крові та сторонні тіла з ран поранених солдатів. Цей жахливий і ризикований акт «розсмоктування рани» надихнув доктора Анела винайти шприц для відсмоктування з трикутним наконечником і широкою канюлею, щоб замінити потребу в прямому контакті ротом. Цим засобом потім дренували гнійники і гематоми.
У 1821 році доктор Френсіс Фокс, британський лікар, винайшов «скляну п'явку», яка являла собою відсмоктувач із широкою горловиною, яка чіплялася до шкіри так само, як п'явка. Пізніше, у 1890 році, доктор Густав Бір розробив систему чашок зі скляними чашками різних форм і розмірів разом із трубкою та колбою. Це дозволяло вилучати ранові виділення з різних частин тіла.
У 20 столітті росіяни були новаторами в області лікування негативним тиском. Радянсько-афганська війна викликала потребу в удосконаленні як хірургічної техніки, так і лікування ран. Доктор Наіль Багаутдінов, радянський хірург, почав використовувати апарат негативного тиску з пінними пов'язками для лікування інфікованих ран у 1985 році.
Сучасні системи NPWT з'явилися в 1990-х роках із використанням поліуретанової піни та механічного вакууму, вперше розроблені доктором Луїс Арджента та Майклом Мориквас з Медичної школи університету Вейк-Форест. Цей тип системи NPWT складається з пористої пінної пов'язки, на яку безперервне або періодичне всмоктування здійснюється за допомогою відсмоктувача з електронним приводом. пристрій для досягнення тиску нижче атмосферного на 125 мм рт.ст. Більш сучасні ітерації цієї системи тепер пропонують розширені параметри для покращення контролю негативного тиску, наприклад діапазон налаштувань тиску від -40 мм рт. ст. до -200 мм рт. ст., які можна налаштувати для різних типів ран. Матеріалом, з якого виготовляється піна, є поліуретан (PU) (чорний колір) або полівініловий спирт (PVA) (білий колір). Крім того, доступні для використання одноразові ранові VAC-апарати, що працюють від батареї або з чисто механічним відсмоктуванням і зазвичай використовуються для менших ран. В останні роки NPWT також був адаптований для додаткового лікування закритих ран, таких як закриті хірургічні розрізи та пересадки шкіри.
Нова адаптація NPWT полягає у використанні інстиляції рідини в поєднанні з NPWT для покращення терапії. Цей метод включає безпосереднє введення фізіологічного розчину або розчину, що містить антибіотик, у ложе рани на період часу від десяти до двадцяти хвилин, щоб забезпечити розподіл розчину по всій рані. Потім застосовується негативний тиск на 125 мм рт.ст. нижче атмосферного протягом тривалого часу до шести годин, після чого інстиляція рідини повторюється.

## Показання

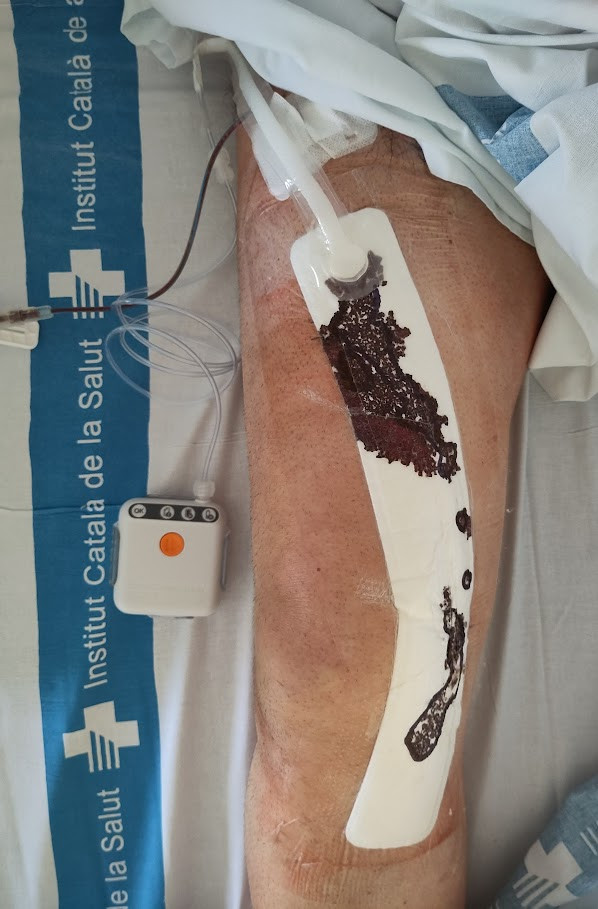
Накладена пов'язка на рану з під'єднаним портативним апаратом ВАК-терапії

ВАК–терапія застосовується у випадках, коли відсутня можливість первинного закриття ран як після, так і між їхнім хірургічним обробленням. Також для ведення великих донорських дефектів під час транспозиції (пересадки) складних комплексів тканин; для поліпшення приживлюваності аутодермальний трансплантатів.
Використання методу доречне для пацієнтів з проблемними (хронічними) ранами різного ґенезу, як–от: діабетична стопа, венозні, променеві або змішані виразки, кишково-шкірні або лімфоїдні фістули. Терапія поширюється також і для скелетизації кисті і стопи, лікування компартмент-синдрому, пролежнів, панкреонекрозу та відкритих ран черевної порожнини.
ВАК–терапія відома як метод спрощення варіантів реконструктивних операцій. Вакуум-асистоване закриття рани (VAC) проявило себе як економічно вигідний та ефективний метод лікування протягом останніх двох десятиліть, але різноманіття отриманих пацієнтами ушкоджень тканин при важких структурних (у тому числі бойових) травмах вимагає подальшого дослідження впливу негативного тиску на процес загоєння рани.
VAC стало застосовуватись і в кардіохірургічних втручаннях.
Позитивні ефекти терапії засновані на стимуляції кровотоку, утворенні грануляційної тканини, ангіогенезі, а також проліферації клітин, прискореному вторинному закритті рани та видаленні бактерій з рани.

## Протипоказання
Не рекомендується застосовувати ВАК–терапію за умов порушення коагуляції з ризиком кровотечі. Якщо людина має відкриті судини і судинні анастомози, злоякісні або «сухі» рани, нориці невідомого походження, використовувати цей метод теж протипоказано.

## Принцип дії ВАК–терапії

Схема лікування рани ВАК-терапією (NPWT)

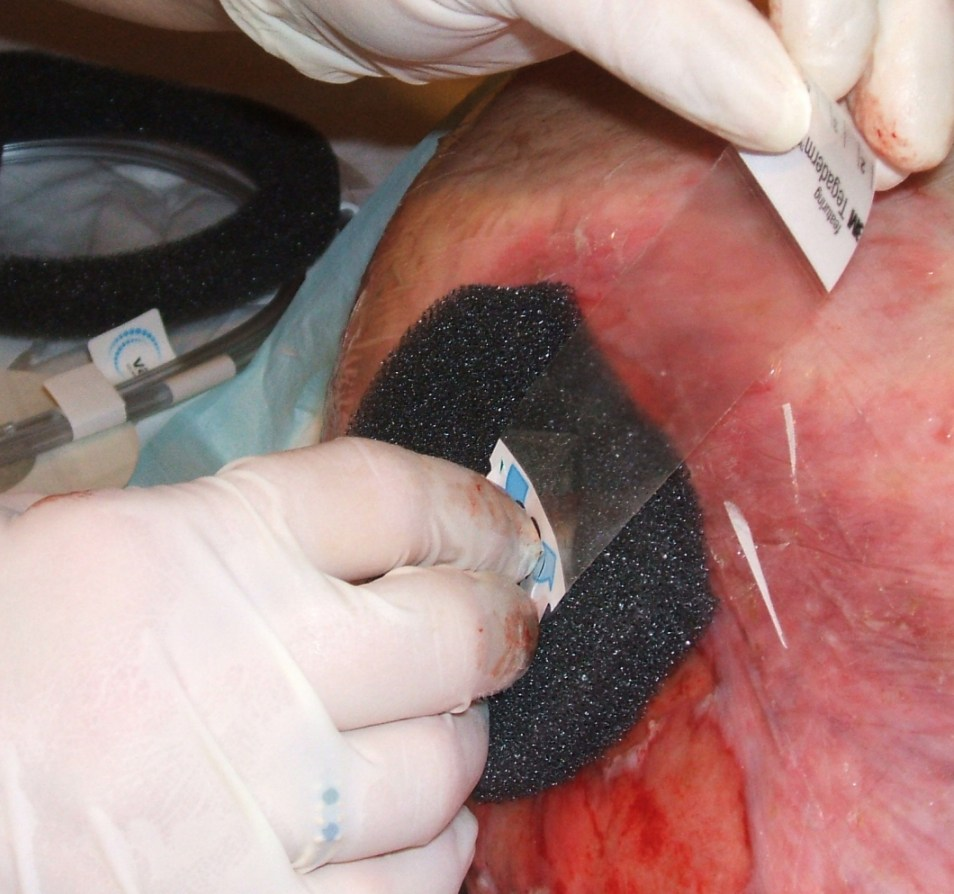
Накладання на рану спеціальної пористої пінної пов'язки та захист її герметичною плівкою

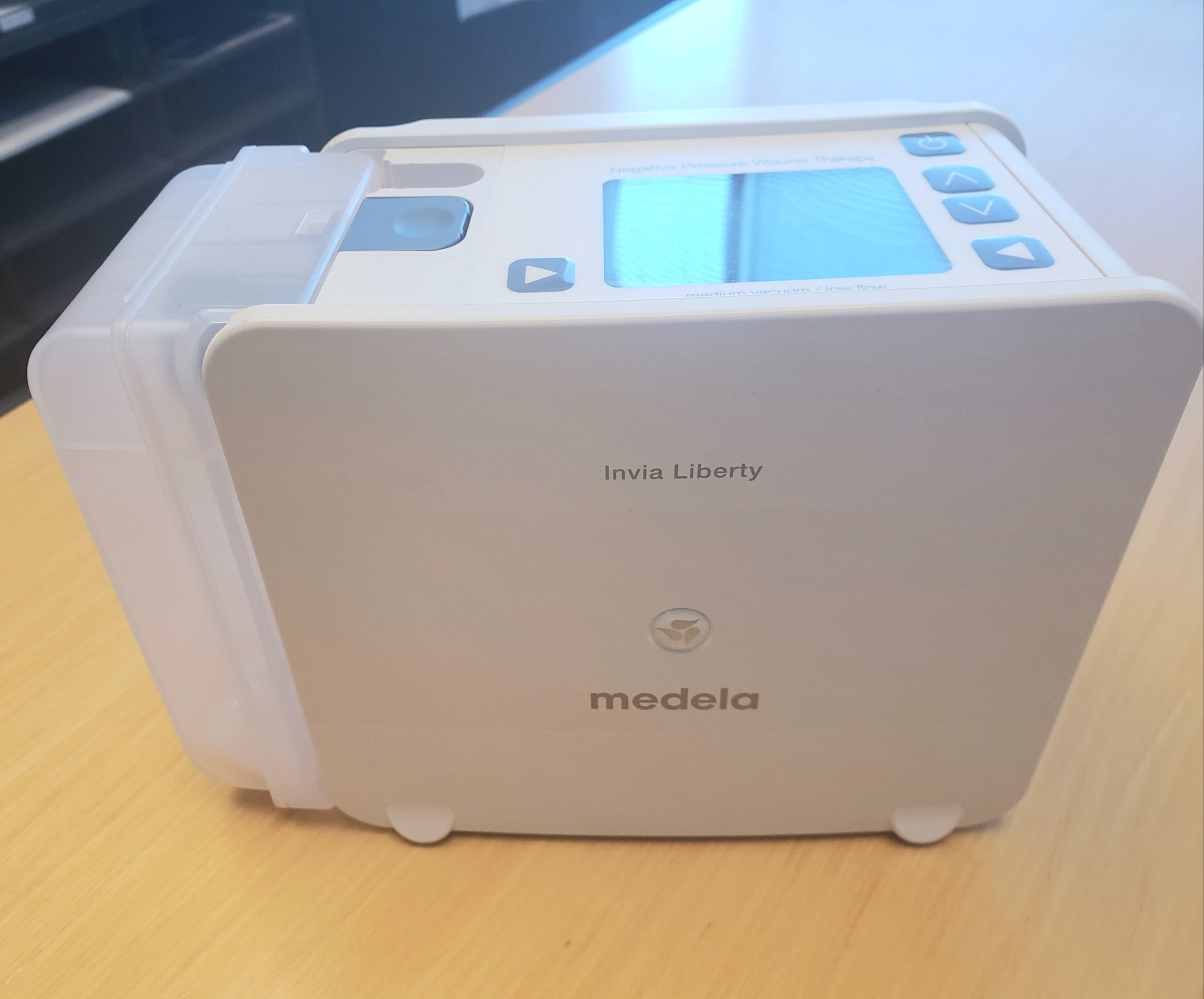
Один із варіантів ВАК-аппаратів

На поверхню рани накладається спеціальна губка, яку герметично накривають плівкою та приєднують до ВАК–апарату.
Швидке загоєння рани здійснюється завдяки її постійному очищенню і стимуляції регенерації тканин. Рівномірна дія від'ємного тиску підсилює синтез сполучної тканини і білків в рані, зменшує набряк тканин, збільшує приплив крові, знижує рівень мікробів, підтримує оптимальну вологість рани. Активізація таких процесів дозволяє рані загоїтись за значно коротший термін.

## Переваги та недоліки

### Переваги
- завдяки від'ємному тиску видаляється з рановий ексудат, що містить в собі патологічно змінені тканини, некротизовані тканини та патогенну мікрофлору. Тому швидко зникає набряк, рана набагато швидше вичищається, у тому числі й від хвороботворних бактерій;[4]
- завдяки від'ємному тиску набагато швидше з'являється грануляційна тканина, звужуються края рани;[джерело?]
- одним із механізмів прискорення процесу очищення та загоєння ран є значне покращення кровотоку, який збільшується до 7–8 разів. Завдяки цьому процес загоєння ран скорочується в 3–4 рази;[джерело?]
- з використанням ВАК–пов'язки зникає проблема різких неприємних запахів, що супроводжують численні рани;[джерело?]
- перев'язування здійснюють, як правило, один раз на 2–4 дні, що зменшує навантаження на медперсонал;[джерело?]
- використання невеликих за розміром апаратів, які можуть працювати автономно (на акумуляторах).[3]

### Недоліки
- дорогі перев'язувальні матеріали та обладнання;[джерело?]
- можливість використання не на всі рани (особливо на ті, що супроводжуються розвитком піодермії навколишніх тканин).[джерело?]

## Техніка використання

### Підготовка рани
Закриті рани можна лікувати всередині або поза операційною залежно від характеру рани. У будь-якому випадку обладнання готується в стерильному полі. Місце рани очищають спиртовим розчином хлоргексидину (якщо ще не було підготовлено хірургічним шляхом в операційній) і дають висохнути на повітрі перед накладанням пов'язки NPWT.
Відкриті рани вимагають обробки в операційній для первинного лікування. Операційна медсестра готує обладнання в стерильному полі в операційній.
Відкриту рану спочатку дезинфікують за допомогою спиртового розчину хлоргексидину, а потім оточують стерильним полем за допомогою стерильних покривал відповідно до стандартних протоколів хірургічної підготовки. Після створення стерильного поля необхідно ретельно підготувати саме ложе рани перед застосуванням пристрою VAC. Це пояснюється тим, що будь-яка некротична або інфікована тканина, яка залишиться, погіршить загоєння рани через порушення кровопостачання та колонізацію бактерій.
Необхідно провести ретельну обробку інфікованих або некротичних тканин (показано лише при першому застосуванні пристрою VAC, якщо не виявлено подальший некроз), з подальшим промиванням рани великою кількістю 0,9 % розчину хлориду натрію. Після підготовки ранового ложа рану слід висушити стерильною марлею та захистити стерильним, атравматичним, неадгезивним шаром для контакту з раною. Сучасна практика віддає перевагу непарафінованій поліефірній сітці з покриттям.

### Накладання пов'язки
Закриті рани покриваються спеціальною клейкою пов'язкою, краї якої зміцнені широкими смужками прозорої клейкої герметичної стрічки для створення міцного, герметичного ущільнення навколо пов'язки. Це єдина найважливіша частина будь-якого NPWT, оскільки без відповідного ущільнення тиск нижче атмосферного не може бути досягнутий, і терапія не буде надана.
Відкриті рани покриваються спеціальною пористою піноною пов'язкою, яка вирізається вручну відповідно до точних розмірів рани, якщо вона не доступна в попередньо вирізаній формі. Пінна пов'язка повинна покривати всю рану, в ідеалі — цільним шматком; якщо рана занадто велика, можна використати кілька частин, щоб отримати належне покриття. Важливо задокументувати кількість використаних шматочків, оскільки це важливо під час зміни пов'язки, щоб уникнути утримання шматочків піни всередині ранового ложа.
Пінна пов'язка, у свою чергу, покрита великими смужками прозорої клейкої герметичної стрічки для створення міцного, герметичного ущільнення навколо пінної пов'язки. Залежно від наявної системи VAC, всмоктуюча дренажна трубка або розміщується над пінною пов'язкою перед нанесенням прозорої клейкої герметичної стрічки, або наноситься як частина окремої клейкої пов'язки, яка розміщується поверх прозорої клейкої герметичної стрічки.
Після завершення перев'язки рани відсмоктувач NPWT слід під'єднати до відсмоктувальної дренажної трубки для перевірки успішної доставки терапії, про що свідчить електронний сигнал на відсмоктувачі.

## ВАК–терапія в Україні
У нашій країні ВАК–терапія набула популярності з початком бойовий дій в зоні АТО.
З початком повномасштабного вторгнення, через збільшення вогнепальних поранень, значно зросла кількість застосування ВАК-терапії.
ВАК-терапія рекомендована сучасними відчизняними клінічними настановами при опіках та бойових пораненнях. При інших патологіях можливо використання такого методу лікування згідно з міжнародними доказовими клінічними настановами.
За відсутності апаратів на початкових етапах у клініках використовувався централізований вакуум.[джерело?]